# Nemoiu
Nemoiu – wieś w Rumunii, w okręgu Vâlcea, w gminie Amărăști. W 2011 roku liczyła 261 mieszkańców.